# Tony Scarlett
Tony Scarlett   (Sheffield, 11 de febrer de 1967) és un ex-pilot de trial anglès. A mitjan dècada de 1980 va ser un dels competidors destacats del Campionat del Món de trial, aconseguint-hi bons resultats, com ara el sisè lloc a l'edició de 1985. Entre altres èxits destacats, va guanyar l'edició de 1983 dels Dos Dies de Trial de Man, la de 1984 de l'Allan Jefferies Trial i la de 1986 del Scott Trial.

## Palmarès
| Any  | Motocicleta | Campionat del Món | Campionat britànic | Altres               |
| ---- | ----------- | ----------------- | ------------------ | -------------------- |
| 1983 | Yamaha      | -                 | 13è                | 1r als 2 Dies de Man |
| 1984 | Yamaha      | 11è               | ?                  |                      |
| 1985 | Yamaha      | 6è                | ?                  |                      |
| 1986 | Yamaha      | 11è               | ?                  | 1r al Scott Trial    |
| 1987 | JCM         | 11è               | 2n                 |                      |
| 1988 | JCM         | 20è               | ?                  |                      |
| 1989 | ?           | -                 | ?                  |                      |
| 1990 | Gas Gas     | -                 | 3r                 |                      |
| 1991 | Aprilia     | -                 | 7è                 |                      |